# Protichneumon flavitrochanterus
Protichneumon flavitrochanterus är en stekelart som beskrevs av Tohru Uchida 1937. Protichneumon flavitrochanterus ingår i släktet Protichneumon och familjen brokparasitsteklar. Inga underarter finns listade i Catalogue of Life.